# یوان سابائو
یوان سابائو (رومانیایی: Ioan Sabău؛ زادهٔ ۱۲ فوریهٔ ۱۹۶۸) بازیکن سابق و مربی فوتبال اهل رومانی است.
از باشگاه‌هایی که در آن بازی کرده‌است می‌توان به باشگاه فوتبال راپید بخارست، باشگاه فوتبال برشا، باشگاه فوتبال دینامو بخارست، باشگاه فوتبال فاینورد، باشگاه ورزشی گاز متان مدیاش، و باشگاه فوتبال رجانا اشاره کرد.
وی همچنین در تیم ملی فوتبال رومانی بازی کرده‌است.